# Regeneració natural del bosc

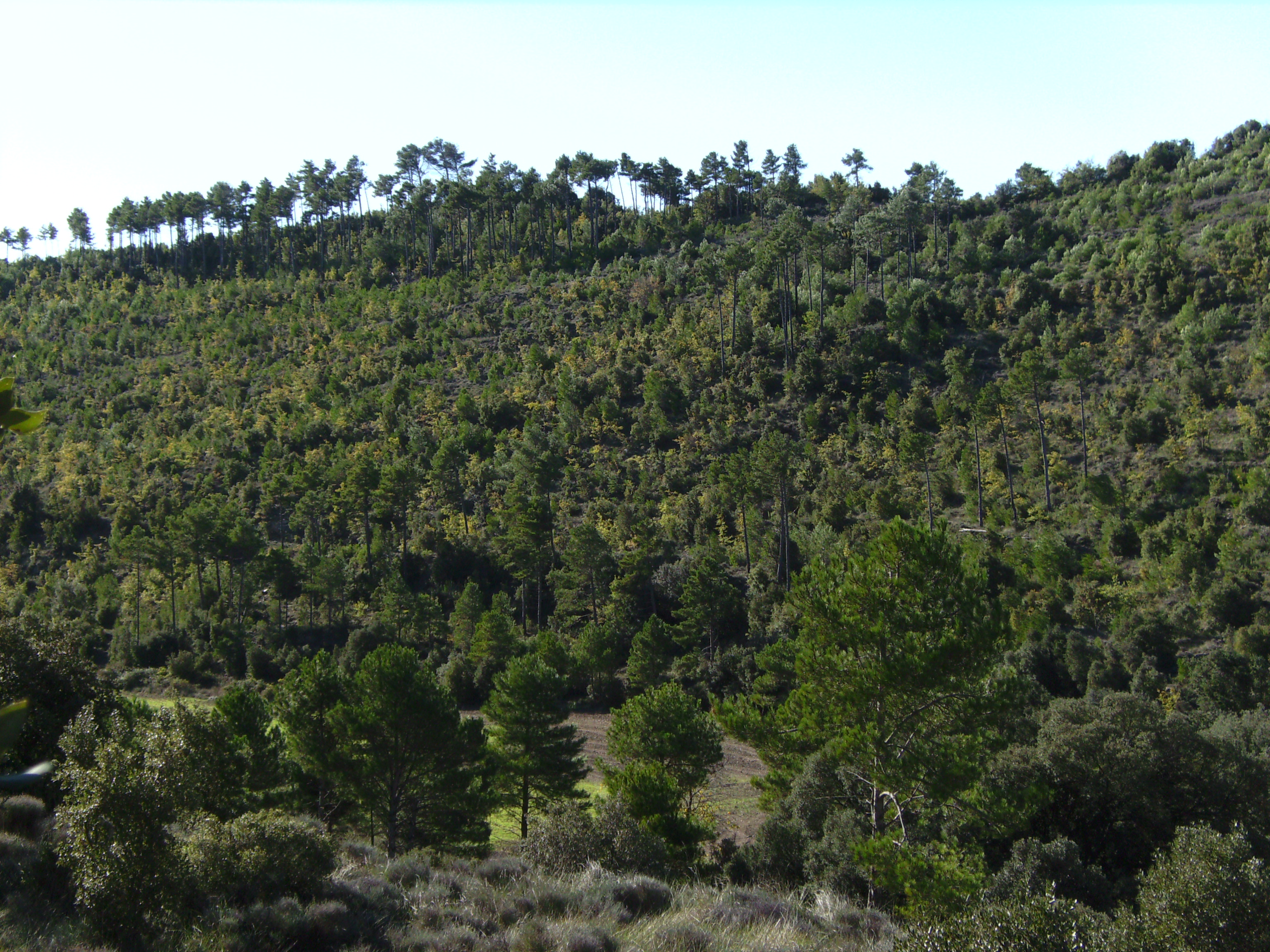
Regeneració espontània d'un bosc de pinasses al Bages l'any 2012 després d'un incendi de 1998. S'observa com van sobreviure només els pins de la carena i són els que han donat les llavors per la regeneració de les cotes inferiors. Els arbres de color groc són rebrots de roure pubescent

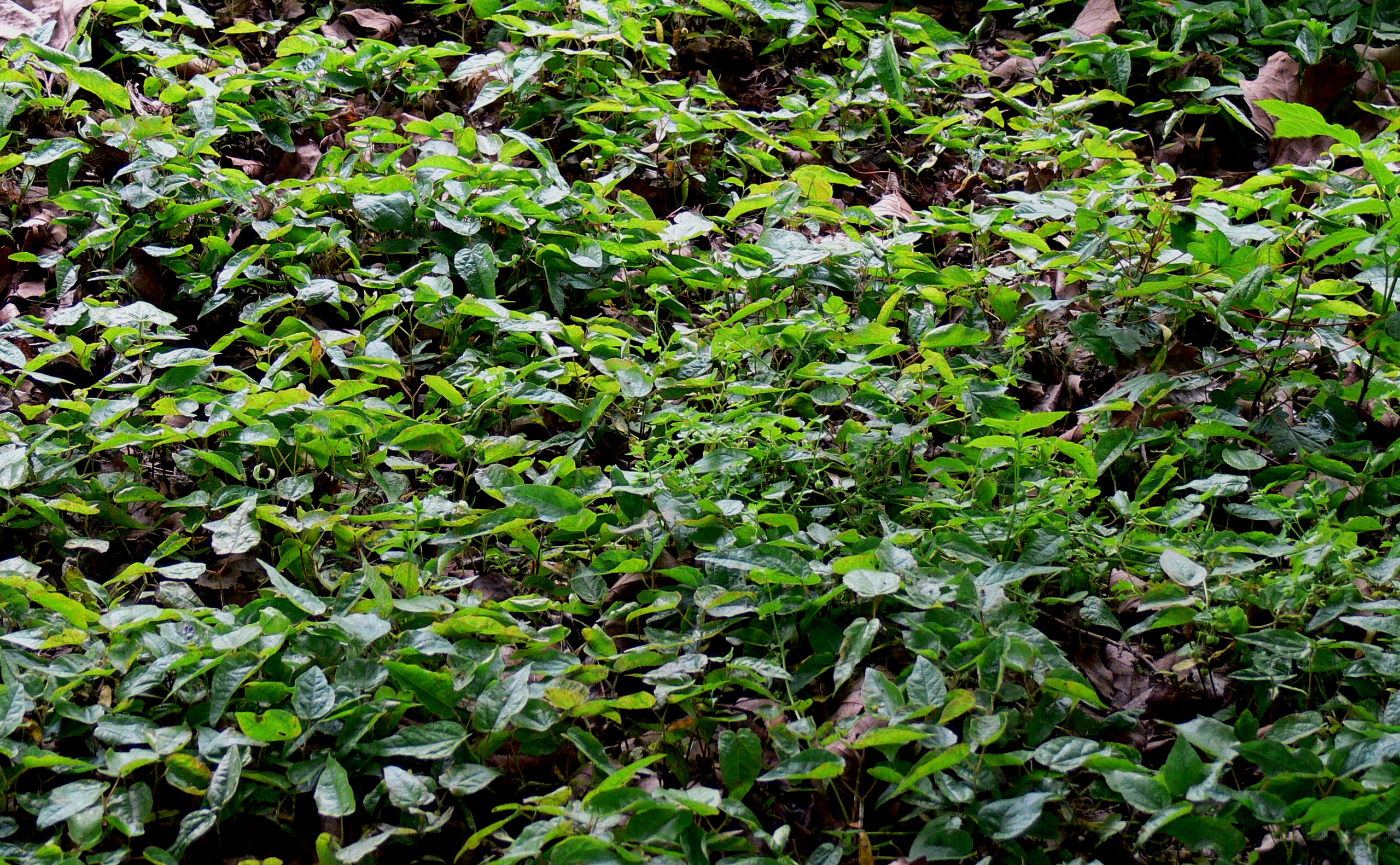
La germinació de les llavors sobre el sòl ja sia en espècies de llum o d'ombra és una de les bases de la resiliència ecològica i de selecció natural

La regeneració natural del bosc o regeneració espontània en el domini de la silvicultura o de l'ecologia és la facultat d'un ecosistema (generalment forestal) de reconstruir-se de manera natural o espontània, després de la destrucció de tota o de part de la seva coberta forestal (per haver-se tallat totalment, per tallades parcials, creació de clarianes, per aclarides).
La resiliència ecològica es mostra particularment eficaç a escala de temps geològic i per una part dels boscos a escal de temps històrics, però necessita unes condicions bàsiques mínimes per a realitzar-se. En particular:
- la conservació d'una font de llavors o de propàguls (espècies simbionts, espècies pioneres, després de secundàries...). El banc de llavors del sòl té un paper particular, algunes llavors queden enfonsades dins del sòl i protegides així de la depredació i de les visicituds climàtiques, poden esperar durant anys les condicions favorables de la germinació[2] · .[3]
- una quantitat mínima d'aigua dolça disponible totl'any (capa freàtica accessible a les arrels i als seus simbionts,[4] pluja o aigua meteòrica sorgida de la boira o la rosada).[5]
- una possibilitat de dispersió natural de les llavors o propàguls, que implica la presència d'animals que dispersin o enterrin les llavors quan cal:[6] certes llavors germinen millor després de passar pel tub digestiu dels animals.[7] En boscos tropicals sovint són els mamífers els transportadors de la llavor (zoocòria)
- una inundabilitat en les espècies que són al·luvials [Enllaç no actiu][8] com, per exemple, el xiprer calb,[9] o al contrari l'absència de condicions asfixiants.[10]
- una pressió herbívora compatible amb el potencial de regeneració[11] · .[12]
- un microclima favorable[13] · .[14]
- una forma d'humus propícia[15] · .[16][17]
- l'absència d'una interferència negativa (al·lelopatia) amb altres espècies vegetals.[18]

## Naturalesa del fenomen
Nombrosos ecosistemes poden generalment, dins una certa mesura i amb un cert retard, regenerar-se dins un procés dit de resiliència ecològica. Hi ha cicles silvogenètics. Implica en primer lloc les espècies pioneres, bacteris, algues, fongs i líquens, a més de molses i vegetació pionera amb estrat d'herbacis i arbres que juguen un primer paper d'estabilització i cicatrització després d'una pertorbació. Es pot analitzar de manera sincrònica.

## Pas del temps
El retard en la regeneració pot variar molt; 
Una praderia es pot regenerar en pocs anys,
Una landa cremada per un incendi es regenera igualment en pocs anys,
Però una gran pertorbació necessitarà mols més anys · .

## Modes de regeneració forestal
N'hi ha dos tipus:
- regeneració després de tallada total
- regeneració després de la regressió o desaparició del bosc per una tempesta, incendi, tsunami, esllavissada del terreny, contaminació, malaltia criptogàmica, pressió intensa dels herbívors, etc.